# 지령유도
지령유도(Command guidance) 또는 무선지령유도(Radio Command guidance)란 통제소가 무선으로 지시해 주는대로 비행하는 미사일 유도방식이다.

## 방식
4가지가 있다:
- 비시선지령유도
- 시선지령유도
- 빔라이딩(Beam Riding)
- TVM(Track via Missile)

## 같이 보기
- 액티브 레이다 유도
- 관성항법